# J.F. Schäf
J.F. Schäf var en vagabonderande pastellmålare i runt sekelskiftet 1900.
Schäf bakgrund är höljd i dunkel men man vet att denna talangfulla pastellmålare runt sekelskiftet vandrade omkring med en bunt tavelrullar under ena armen på Stockholms gator och den omgivande landsbygden där han letade efter kunder att avporträttera. För Uppsala universitet utförde han ett porträtt av professor Anders Uppström. Han levde troligen 1913 då han var representerad med ett gossporträtt i pastell på De gamlas dags utställning i Stockholm. Han uppges även ha utfört tre stora pastellmålningar av bibliotekarien Gustaf Edvard Klemming. Schäf är representerad vid Uppsala universitetsbibliotek.